# Wood-Tikchik State Park

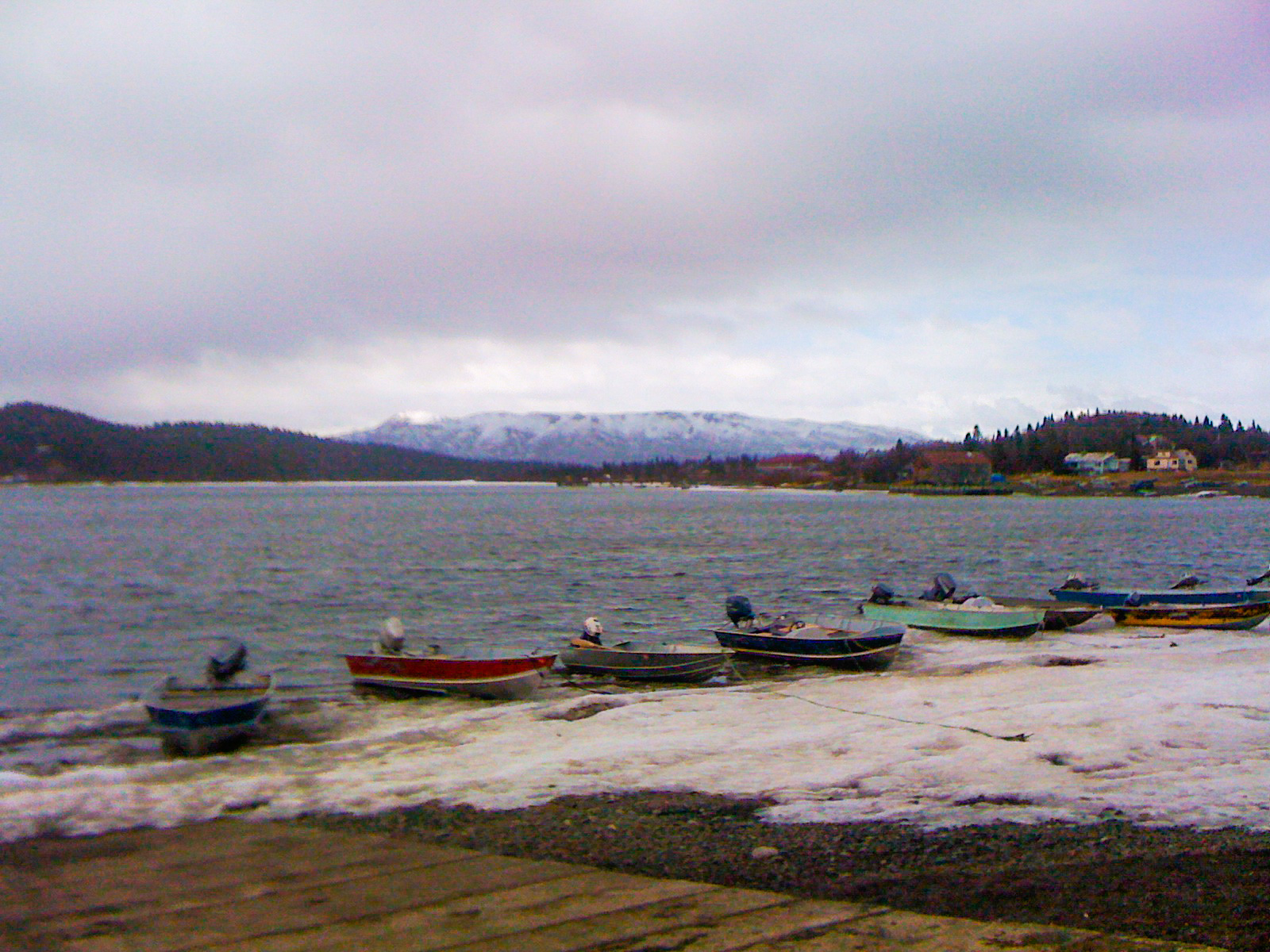
Wood-Tikchik State Park, Blick vom Lake Aleknagik State Recreation Site am Südufer des Sees nach Norden (2010)

Der Wood-Tikchik State Park im Westen von Alaska wurde 1978 gegründet und ist mit 6475 km², was ungefähr der Größe von Delaware entspricht, der größte State Park von Alaska und einer der größten der Vereinigten Staaten.
Der Park liegt nördlich von Dillingham an der Ostflanke der Wood River Mountains, einem Gebirgszug der Kuskokwim Mountains. Er umfasst eine Reihe größerer Gletscherseen wie den Lake Nerka, den Lake Beverley, den Lake Kulik, den Nuyakuk Lake oder den Chikuminuk Lake. Namensgebend sind der Wood River und der Tikchik Lake. Im Westen grenzt der State Park an das Togiak National Wildlife Refuge, im Osten liegt die Tiefebene des Nushagak River.
Das Togiak NWR und das westlich daran angrenzende Yukon Delta National Wildlife Refuge bilden zusammen mit dem Wood-Tikchik State Park ein zusammenhängendes Schutzgebiet mit rund 98.400 km², was etwa der Größe Ungarns entspricht.
Der Park liegt in der Übergangszone von Nadelwald zu Tundra. Weiß-Fichten und Birken wachsen bis auf eine Meereshöhe von etwa 300 m, darüber liegen Moore, Heideland, alpine Wiesen und blanker Fels.
Alle fünf Arten von pazifischem Lachs kommen in den Gewässern des Parks vor. Elche, Karibus und Braunbären leben im gesamten Park, Schwarzbären sind in geringeren Beständen nur im nördlichen und östlichen Teil anzutreffen. Neben vielen Arten von Wasservögeln haben unter anderem auch Weißkopfseeadler, Steinadler, Küstenseeschwalben oder Regenpfeifer hier einen Lebensraum.